# Contea di Wuyi
La contea di Wuyi (武邑县S, Wǔyì XiànP) è una contea della Cina, situata nella provincia di Hebei e amministrata dalla prefettura di Hengshui.